# Fortificazioni di Reggio Calabria
Parte delle fortificazioni reggine sono ancor oggi visibili e in alcuni casi anche visitabili:
Fortificazioni antiche
- Castello Aragonese
- Cittadella di Reggio (o Castelnuovo)
- Batteria San Francesco
- Batteria San Filippo
- Forte Catona
- Torre Castiglia
- Torre San Gregorio
- Castello Ruffo di Scilla
- Torre Cavallo
- Forte di Altafiumara
- Motta Rossa
- Motta Anomeri
- Motta San Cirillo
- Castello di Sant'Aniceto
- Motta Sant'Agata
- Motta di Calanna

Fortificazioni moderne
- Batteria Modena
- Poggio Pignatelli
- Batteria Beleno
- Batteria Matiniti inferiore
- Batteria Siacci
- Batteria Gullì
- Batteria San Leonardo
- Batteria Pellizzeri
- Batteria Pentimele Sud
- Batteria Fondo Versace-Spirito Santo

Nell'incisione del 1610 è visibile la cinta muraria di Reggio in epoca medioevale.
Le fortificazioni di Reggio Calabria sono un insieme di strutture architettoniche - rocche, castelli, torri e bastioni - di epoca diversa che costituiscono quello che fu sistema di difesa della città e del suo territorio storico, che in tempi diversi ebbe necessità, a causa della propria configurazione geografica, di dotarsi di particolari strategie di tutela del proprio territorio.
Una parte della storia cittadina, la più antica della regione, è scritta quindi nel suo sistema di fortificazioni.
Tra le principali fortificazioni che sorgevano all'interno della città il Castello Aragonese di Reggio Calabria, la Cittadella (o Castelnuovo) a mare nei pressi della foce del Calopinace, la Batteria San Francesco e la Batteria San Filippo.
Intorno alla città sorgevano quindi le cosiddette "quattro motte" principali tra quelle che vennero edificate sulle colline sopra la città quali Motta Rossa, Motta Anòmeri, Motta San Cirillo e Motta Sant'Aniceto, ed altri avamposti quali il Forte Catona (nel quartiere Catona, citato da Dante Alighieri nella Divina Commedia), la Torre Castiglia (tra i quartieri di Pellaro e Boccale II), la Torre San Gregorio (nel quartiere di San Gregorio).
Più esternamente il Castello Ruffo di Scilla, o la Torre Cavallo e il Forte di Altafiumara nei pressi di Cannitello.
In epoca moderna (fine Ottocento) sono poi sorte altre fortificazioni nel circondario di Reggio tra cui le batterie di Pentimele, la Batteria Modena (nel Rione Modena) che possiede quattro postazioni per obici, la Batteria Gullì (nel quartiere di Arghillà) a 136 metri s.l.m. con otto postazioni per obici, la Batteria San Leonardo (nel quartiere Catona) a 14 s.l.m.
Ed altre fortificazioni nel circondario della città quali Poggio Pignatelli a 1 km dopo l'abitato di Campo Calabro, da qui è visibile la Batteria Matiniti inferiore a 316 s.l.m., a Matiniti Superiore sorge invece la Batteria Siacci 0 m s.l.m. a 2 km da Campo Calabro con dieci postazioni per obici. La Batteria Beleno sorge invece nei pressi di Piale, vicino a Villa San Giovanni, a 113 m s.l.m. e fu distrutta durante la seconda guerra mondiale; possiede otto postazioni per obici.

## Urbanistica
Il centro storico di Reggio (ovvero la zona compresa tra la riva destra del fiume Calopinace e la riva sinistra della fiumara dell'Annunziata) è racchiuso in una sorta di crinale naturale che nell'antichità si pensò di sfruttare, per il tracciato delle mura.
Nel XV secolo, con gli Aragonesi Reggio appare dominata dal Castello cosiddetto "aragonese" e circondata da mura sulle quali si ergono 17 torri. Lungo il perimetro difensivo delle mura di cinta si aprono cinque porte: Porta Amalfitana e Porta Dogana a ovest verso il mare, Porta Crisafi a est verso le prime pendici aspromontane, Porta Mesa a nord e Porta San Filippo a sud.

## Fortificazioni antiche

### Mura di Reggio antica

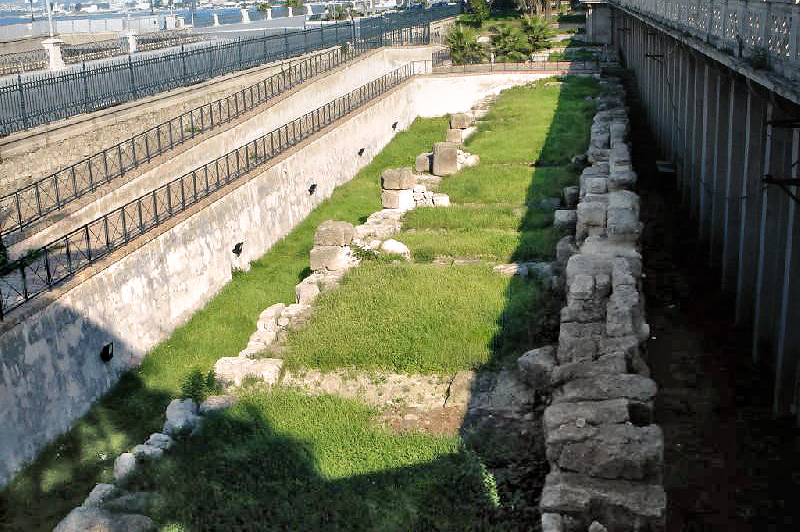
Un tratto delle mura greche sul Lungomare Falcomatà.

Secondo le tracce rinvenute la prima cinta muraria della città di Rhegion in epoca greca arcaica dovrebbe corrispondere al perimetro che cinge il sistema di colline che si erge sopra il centro storico, approssimativamente tra la via Possidonea e la piana di Condera. Di queste fortificazioni rimangono oggi due tratti sulla Collina degli Angeli e sulla collina del Trabocchetto.
Più tardi, quando in epoca classica e romana la città si espanse verso il mare, l'abitato venne compreso all'interno di una cinta muraria della quale un tratto è ancora oggi visibile sul lungomare Falcomatà.
La Soprintendenza archeologica della Calabria ha ipotizzato che le mura in mattoni crudi siano di epoca del tiranno Anassila (V secolo a.C.), mentre quelle in mattoni cotti siano da attribuirsi al tiranno Dionisio II di Siracusa (a Reggio dal 356 a.C., e scacciato poi nel 351 a.C.), altri studiosi pensano invece che i tratti di mura giunti fino ad oggi siano tutti della parte finale del IV secolo a.C.
Il sito più noto riguardo alle antiche mura reggine, data la sua centralità nella città odierna, è quello denominato "Mura Greche" che sorge sul Lungomare Falcomatà nei pressi di Palazzo Zani. Questo tratto di mura risalirebbe al IV secolo a.C. e farebbe parte della rifortificazione operata da Dionisio II, la città infatti era stata conquistata dal padre Dionisio I, che vi si stabilì facendo costruire una grande villa collocata tra la cinta più interna a monte e la nuova più esterna a mare.
Il sito è costituito da due file parallele di grossi blocchi di arenaria tenera, ed è di particolare interesse poiché si tratta del punto in cui le mura occidentali deviano verso oriente e chiudendo dunque a sud la cinta reggina.
Le mura sulla collina degli Angeli, costruite in mattoni crudi - cioè con del fango misto a paglia lasciato seccare al sole - sono conservate per un tratto lungo una decina di metri. Dal lato Est, al di fuori della città antica, la parte visibile non supera i 3 metri, mentre dal lato interno il muro si presenta in realtà molto più imponente.

### La rocca di Scilla
La prima fortificazione della rupe di Scilla risale all'inizio del V secolo a.C. quando, durante la tirannide di Anassila, la città di Reggio assurse a una notevole importanza, tale da permetterle di ostacolare per oltre due secoli l'ascesa di potenze rivali. Infatti, nel 493 a.C. per porre fine alle incursioni dei pirati tirreni Anassila fece fortificare l'alta rocca. Questa divenne per i reggini un importante avamposto di controllo sulle rotte marittime e baluardo della loro sicurezza, dotata di approdo, la fortificazione di Scilla fu di fondamentale importanza consentendo ai tiranni di Reggio di opporre per lungo tempo una valida resistenza contro gli attacchi di nuovi nemici e contro i continui tentativi di rivalsa dei Tirreni sconfitti.
Col passare del tempo la rupe divenne una vera fortezza, e nel III secolo a.C. la fortificazione dei reggini, alleati dei romani, resistette validamente ai Punici alleati dei Bruzi.
Successivamente Ottaviano, una volta disfattosi del rivale Pompeo, avendo compreso l'importanza strategica della rupe di Scilla che gli aveva offerto opportuno rifugio, decretò che venisse maggiormente fortificata.

## Fortificazioni medievali

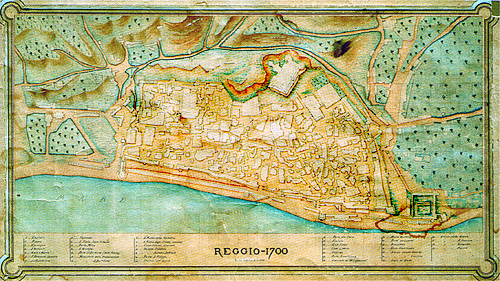
Mappa della Reggio settecentesca che mostra il tracciato delle mura di cinta medievali.

### Mura e bastioni di Reggio medievale
Quando i Bizantini giunsero a Reggio, essi videro che i cittadini ormai da tempo non si preoccupavano più del mantenimento della propria cinta muraria, visto il lungo periodo di generale benessere garantito dall'Impero romano, così per far fronte all'avanzata dei barbari, il generale Belisario fece fortificare nuovamente la città per difendere il porto, importante collegamento con la capitale Costantinopoli e con i commerci del Mediterraneo, e munì la città di torrioni angolari, che segnavano il perimetro delle mura di una città non sviluppata più sulle colline, ma piuttosto lungo la fascia costiera, più vicino al porto appunto.
Con l'arrivo dei Normanni, che confermarono in Reggio la capitale del Ducato di Calabria, dovendo costruire il Palazzo Ducale e la nuova Cattedrale di rito latino, la città fu allargata verso Sud. Dunque la cinta muraria, che sotto i bizantini aveva il suo limite sud-orientale nell'angolo dove oggi sorge il Castello Aragonese, fu estesa all'incirca fino alla sponda destra del Calopinace.
Tale assetto delle mura, che andava dai corsi d'acqua del Calopinace a Sud fino all'Annunziata a Nord, subì modificazioni solo nella costruzione di torrioni angolari, batterie e forti lungo il perimetro, e rimase in piedi fino al disastroso terremoto del 1783. Dopo il sisma infatti il governo del Regno decise di far abbattere ciò che rimaneva delle antiche mura medievali di Reggio.

### Castello Aragonese

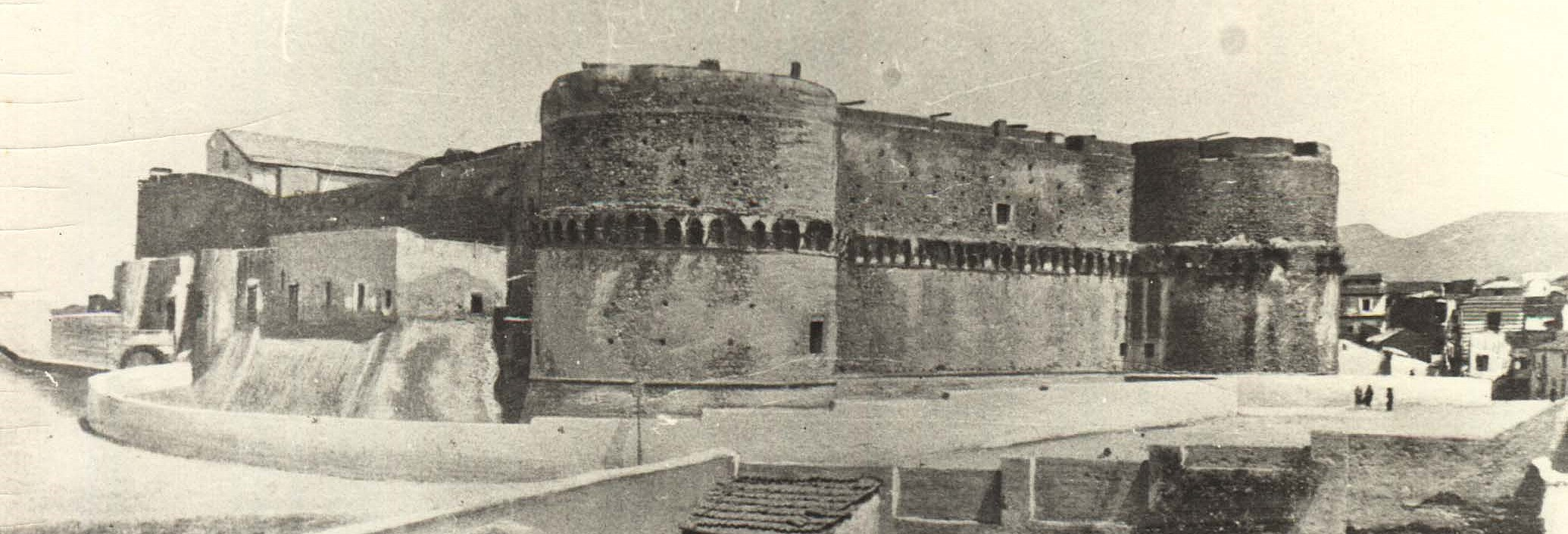
il Castello Aragonese nel XIX secolo.

Noto come "aragonese", il castello principale di Reggio ha in realtà origini molto più antiche, tracce di una fortificazione di questa zona della città infatti risalgono ad epoche di molto precedenti alla costruzione del castello vero e proprio. La collina che oggi è meno evidente che nell'antichità rappresentava un punto strategicamente importante per il controllo del sistema delle mura. La cinta muraria più antica della Reggio greca aveva come angolo inferiore delle mura discendenti dall'acropoli l'area dell'attuale castello. più tardi con l'espansione della città verso il mare la collina rimase un luogo fortificato di notevole importanza militare lungo le mura che scendevano fino alla fascia costiera.
Con l'arrivo dei Bizantini, per proteggere l'importante ruolo che il porto di Reggio ricopriva nei collegamenti tra l'Italia e Costantinopoli, il generale Belisario ordinò il restauro della cinta muraria e con essa il bastione angolare che più tardi sarebbe diventato un vero e proprio castello, di cui si documenta l'esistenza nel 536.
Sotto i Normanni che vi stabilirono la corte il castello fu modificato ed ampliato in più riprese, ma una prima modifica sostanziale fu fatta dagli Svevi di Federico II di Svevia,  che modificarono la fortezza angolare delle mura bizantine, e il dongione (donjon, una torre-mastio) normanna. La parte sveva del castello di Reggio era a pianta quadrata, con quattro torri angolari, anch'esse di forma quadrata. Dopo gli scontri tra Angioini ed Aragonesi, il castello fu fortificato nel 1381 dalla regina Giovanna I, e nel 1382 da Carlo di Durazzo.
ma la forma caratteristica che ancora oggi è visibile fu data dalle due grosse torri merlate aragonesi, costruite su commissione di Re Ferrante, che fece eseguire nel 1458 le modifiche più sostanziali sotto la direzione dei lavori di Baccio Pontelli (noto architetto e discepolo di Giorgio Martini), fu inoltre aggiunto un rivellino (opera esterna con artiglieria), il fossato, ed il castello fu alzato di svariati metri per permettere ai cannoni di colpire fino al quartiere extraurbano di Sbarre.

### Castel Nuovo (Cittadella di Reggio)
Costruzione iniziata nel 1547 sotto l'appalto del maestro napoletano Nicolò Ballante, sospesa nel 1556 e mai ultimata perché nel 1562 sprofondò definitivamente il promontorio su cui doveva sorgere: Punta Calamizzi. La sua storia s'intreccia con quella del porto di Reggio, posto tra Punta Calamizzi e Rada dei Giunchi. Da alcune stampe del 700, si deduce che il Castel Nuovo fu riutilizzato per piazzare una cospicua artiglieria, capace di difendere l'intera rada di Reggio.

### Le "quattro motte"
Durante l'alto medioevo i l'impero romano d'oriente fa costruire una serie di fortificazioni tutte intorno alla città di Reggio, capitale del Thema di Sikelìa e del Ducato di Calabria, ma soprattutto maggiore produttrice della preziosa seta per l'Impero che ha spostato la produzione dalla Siria a Reggio. Destinati a controllare il passaggio nello Stretto, questi Castellion persistono alla successiva invasione dei Normanni che sfruttando il sistema difensivo bizantino difendono la città di Rise (Reggio) attraverso quelle che loro adesso chiamano le Motte (dal francese antico motte, "castello in posizione elevata"). Successivamente passano nelle mani degli Angioini e dagli Aragonesi, ma nei primi decenni del '400, una dopo l'altra, tutte le Motte vengono distrutte a causa delle lotte tra i reggini e gli invasori arabi che vi si rifugiano.
Anche se sono più di quattro, si è soliti identi identificare le motte reggine come le "Quattro Motte", di cui le principali sono Motta Anòmeri (Ortì), Motta Rossa (sotto Sambatello), Motta San Cirillo (Terreti) e Motta Santo Niceto (tra Motta San Giovanni e Paterriti), oltre a Motta Sant'Agata (tra Cataforio e San Salvatore) e il Castello di Calanna.

#### Motta Anòmeri

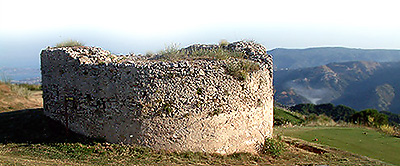
Resti di Motta Anòmeri.

È una delle quattro motte sopra la città era la Motta Anòmeri (dal greco anomeris, "dalla parte di sopra"), che venne poi distrutta. L'erede dell'antica Anòmeri è il centro di Ortì (dal greco "la dritta"), la cui collocazione ci viene indicata da alcuni atti notarili dei primi del '600, in cui si fa riferimento alla contrada "Castelli" localizzabile sulla pianura di Monte Chiarello, dove sorgeva la Motta.
Oggi è ancora visibile l'antica cisterna della fortificazione conservata all'interno di un campo da golf che sorge nella zona.

#### Motta Rossa
Di Motta Rossa restano oggi dei ruderi sotto l'abitato della frazione di Sambatello. In epoca moderna sappiamo che in questa parte rocciosa che si erge lungo i pendii della Vallata del Gallico, durante la seconda guerra mondiale gli abitanti dei paesi limitrofi e i soldati dei vari reggimenti trovavano rifugio nelle grotte e caverne situate al suo interno.

#### Motta San Cirillo
Del sito di Motta San Cirillo o Motta San Quirillo si erano inizialmente perse le tracce, la motta è stata scoperta ed identificata nel XIX secolo da Mons. De Lorenzo sul Monte Gonì nei pressi della frazione di Terreti.

#### Motta Santo Niceto
La fortezza nota come Castello di Santo Niceto, o Motta Sant'Aniceto (originariamente San Niceta dal nome dello Stratego di Sikelìa e monaco a costantinopoli Niceta di Paflagonia) fu costruita dai Bizantini tra la fine del X secolo e gli inizi del XI secolo sulla cima di un'altura rocciosa, tra quelle che dominano la città di Reggio, nei pressi dell'attuale centro abitato di Motta San Giovanni. Rappresenta uno dei pochi esempi di architettura medievale calabrese.
Costruito come luogo di avvistamento e di rifugio per la popolazione reggina in seguito all'intensificarsi delle scorribande saracene lungo le coste calabresi e siciliane, con il successivo passaggio della Calabria sotto il dominio dei Normanni la struttura fu ristrutturata ed ampliata con l'aggiunta di alcune torri rettangolari. Da questo momento vennero scritti documenti che ne danno notizia.
Nel corso del XIII secolo divenne il centro di comando del fiorente feudo di Sant'Aniceto che nel 1200 fu tormentato dalle guerre tra Angioini ed Aragonesi che si avvicendavano sul territorio reggino e nel 1321 fu consegnato agli Angioini. Con il passare del tempo Sant'Aniceto perse progressivamente potere entrando in conflitto con gli stessi reggini, e per tale motivo fu distrutto nel 1459 dagli Aragonesi del duca Alfonso di Calabria.

#### Castello Normanno di Calanna
I ruderi del cosiddetto Castello Normanno di Calanna che dominano la Vallata del Gallico, sopra il centro abitato di Calanna, sono quel che resta oggi della fortificazione realizzata nel XIII secolo in epoca normanna appunto, ma su una fortificazione bizantina del X secolo nota con il nome greco di Kale amu(n)a (bel riparo o difesa), da cui Calanna appunto.
Il castello è citato nei registri della corte Angioina del 1276 e si presume che inizialmente avesse pianta ottagonale. Oggi rimangono pochi tratti della cinta muraria con delle torri quadrangolari ogni 30 metri, il fossato e delle cisterne. I ruderi fanno presumere che fosse dotato di due ingressi sui lati sud e nord dell'altopiano collinare su cui sorge la cinta muraria.
Comunque la fortificazione originaria fu costruita su un insediamento che attesta ritrovamenti archeologici risalenti all'età del ferro, di cui è stata ritrovata una necropoli preellenica databile fra il X e il IX secolo a.C.

#### Motta Sant'Agata
In prossimità delle frazioni di San Salvatore, Cataforio e Mosorrofa, si trovano i resti della Motta Sant'Agata che domina la fiumara omonima. Costruita anch'essa dai Bizantini secondo il modello insediativo del Kastron, comprendeva quindi un castello ed un piccolo borgo sottostante.
Le mura di cinta sono crollate con il terremoto del 1783, ma si può presumere che il lato sulla fiumara fosse munito di fortificazioni visto che l'altro lato è protetto da colline naturali.
Gli accessi erano due:
- dalla parte orientale, tramite la porta di terra, collegata con una parte fortificata e munita di un accesso con ponte levatoio;
- dalla parte occidentale, sul lato del fiume, tramite la porta di marina che si immetteva su una scalinata che, in caso di assalti, veniva mirata e colpita in diversi punti.

### Il Castello Ruffo di Scilla

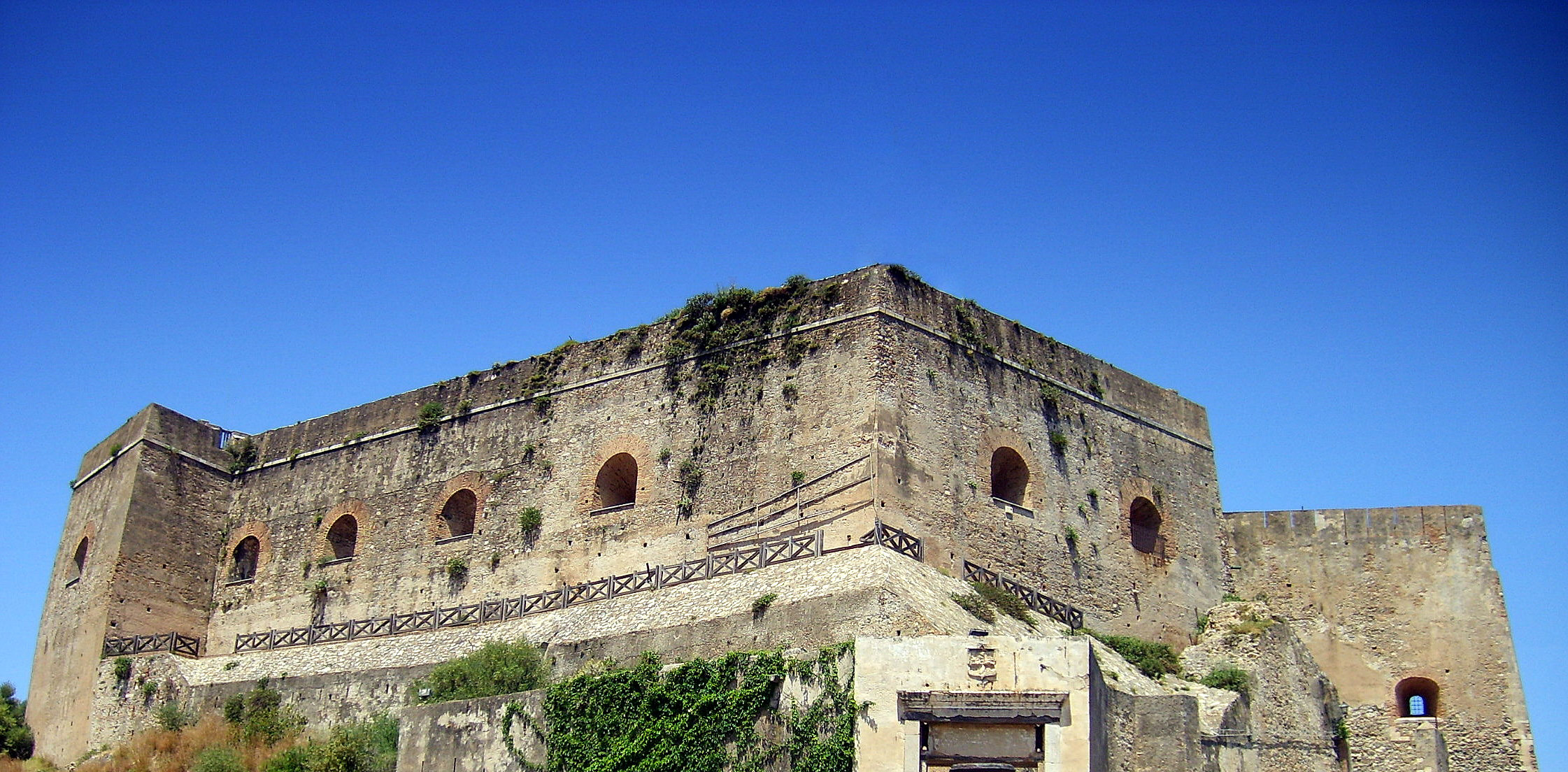
La fortezza di Scilla.

Il Castello di Scilla si erge sul Promontorio Scillèo, ha una pianta irregolare con parti databili a diverse epoche ma che nel complesso conservano tutt'oggi la configurazione abbastanza omogenea di una fortezza dotata di cortine, torrioni e feritoie. L'ingresso è preceduto dal ponte che conduce all'edificio il cui ambiente principale è caratterizzato dal portale di pietra costruito con arco a sesto acuto, su cui campeggiano lo stemma nobiliare dei Ruffo e la lapide che celebra il restauro del castello eseguito nel XVI secolo. Superato l'androne a volta ribassata si apre un cortile, e da qui, percorrendo il grande scalone, si giunge all'ingresso della residenza. Questa è dotata di ampi saloni, essendo stata di proprietà di una delle più ricche e importanti casate del regno di Napoli.
Verso la metà del IX secolo come difesa dalle incursioni saracene venne edificato il monastero basiliano di San Pancrazio, nel 1060, con l'assedio normanno di Reggio anche il castello di Scilla resistette a lungo e si arrese solo per fame. Roberto il Guiscardo quindi attestò sulla rocca un presidio militare.
Nel 1255, per ordine di Manfredi, Pietro Ruffo fortificò ulteriormente le rocca assegnandovi un presidio, mentre nel XIII secolo il castello fu ulteriormente fortificato da Carlo I d'Angiò.
Nel 1469 Re Ferdinando I di Napoli concesse il castello a Gutierre De Nava, un cavaliere castigliano vicino alla corte aragonese e originario della Germania (dal quale discendono i De Nava di Reggio), che fece eseguire nuovi interventi di ampliamento e di restauro. Nel 1533 il castello venne acquistato da Paolo Ruffo che decise di restaurarne il palazzo baronale.

### Le torri costiere
Presso le città e i centri marittimi, nel medioevo era forte il pericolo delle scorrerie operate prima dai pirati saraceni e poi dai turchi. Per questo motivo vennero erette numerose torri di avvistamento sulle punte avanzate della costa, pronte a dare l'allarme appena all'orizzonte si profilava una vela sospetta. Alcune di queste torri d'avvistamento cinquecentesche sorgono nel circondario di Reggio.
Nel 1547, a causa delle varie scorrerie dei pirati turchi, i sindaci di Reggio ordinarono la costruzione di un sistema di fortificazioni. Le torri, costate 2315 scudi, furono costruite da Camillo Urso nel corso di un anno di lavoro, secondo un sistema di difesa del territorio che prevedeva la Torre di Pindimeli (Pentimele), le torri al centro e ai lati di Cugliari (Ravagnese, a sud di Reggio), e di Gallico (a nord del torrente Scaccioti)

#### Torre di Reggio o Torre di Pentimele

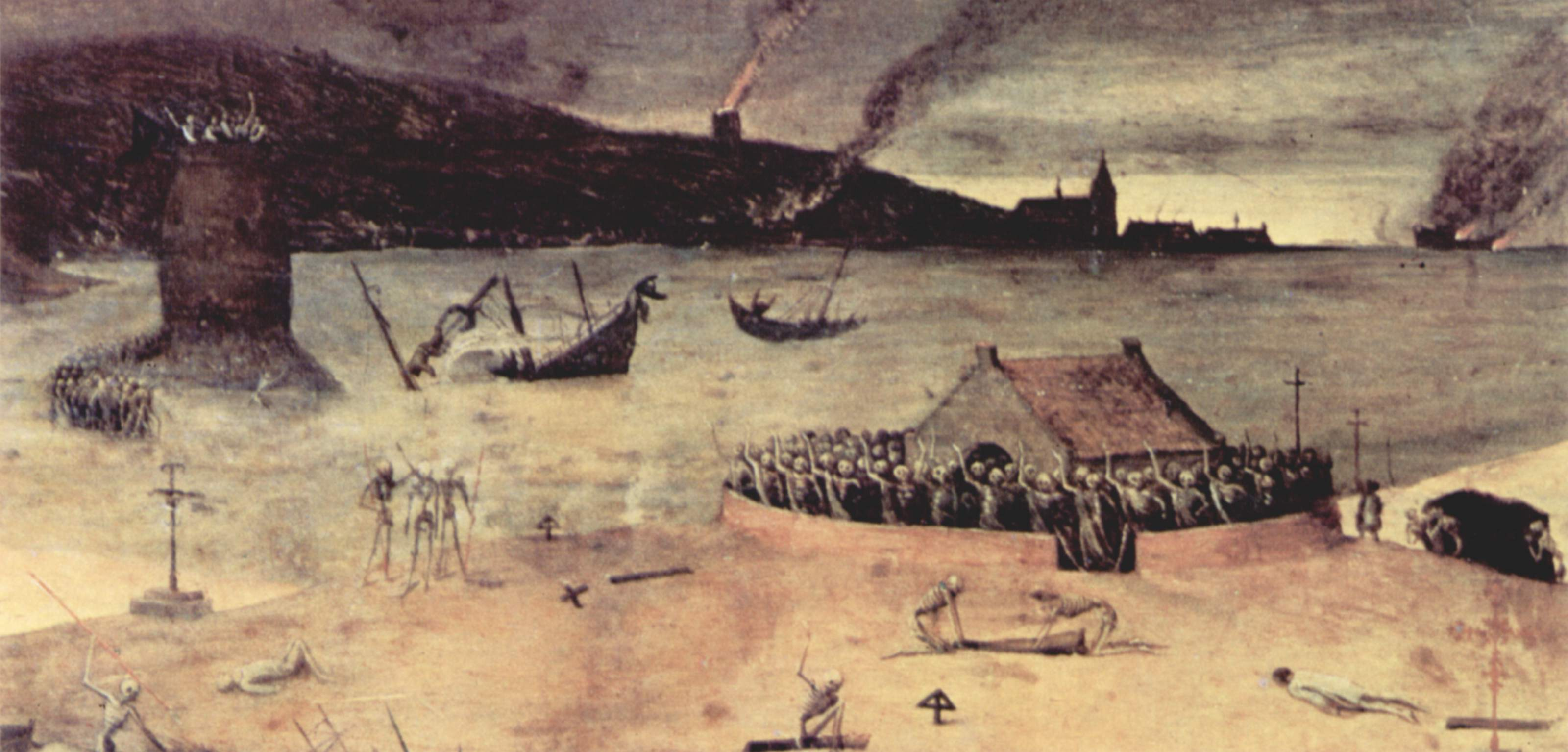
Particolare de Il trionfo della morte di Pieter Bruegel il Vecchio (Il Prado, Madrid), in cui si riconosce sullo sfondo il profilo di Reggio e la Torre di Pentimele, il pittore fiammingo fu a Reggio nel XVI secolo e in quest'opera fa riferimento ai suoi appunti di viaggio in cui descrive l'attacco dei pirati di Dragut sulla spiaggia del quartiere di Archi.

La costruzione del previsto castello sulla collina di Pentimele a strapiombo sul mare non fu mai portata a compimento per mancanza di fondi e fu dunque eretta la Torre di Reggio chiamata Pendimeri ed in tempi più recenti Pentimele.
Iniziata nel 1550 la torre fu ultimata nel 1551. Il cavallaro della torre di Pentimele, all'avvistamento dei pirati avvisava il presidio e gli abitanti del villaggio più vicini per organizzare le difese.
Il pittore fiammingo Pieter Bruegel il Vecchio, che fece visita a Reggio a partire dal 1552, fu testimone dell'incursione dei turchi, di cui ha lasciato una spettacolare testimonianza nel suo celebre dipinto Il trionfo della morte (del 1562, custodito al Prado, Madrid). Nel dipinto è visibile sul promontorio tra la vegetazione la Torre di Pentimele incendiata dai Turchi nel 1558, mentre sullo sfondo appare la città di Reggio in fiamme.
Testimonianze della torre si hanno in alcune mappe e litografie eseguite tra il XIX e il XVIII secolo. In una mappa di Braun e Hogemberg del 1572 nota come carta panoramica della Città di Messina si vede la sponda reggina dello Stretto in cui è visibile la Torre di Pentimele localizzata tra la città di Reggio e la fortezza di Catona. Sulla torre diroccata per l'assalto turco di Dragut e Mustafà si vede una finestra e un ingresso al piano terra. In un'altra carta panoramica di Francesco Gusta del 1783 si vede nuovamente la Torre di Pentimele questa volta diroccata per il terremoto e con due finestre. In una litografia di Jean Houel del 1782, che mostra il promontorio a nord di Reggio presso la foce del torrente Torbido, si vede la Torre di Pentimele con sullo sfondo l'Etna. La torre si trova sulla spiaggia a sinistra del promontorio e del torrente, e si presenta in ottimo stato, con un corpo cilindrico dal grande diametro e la scarpa. In un'altra litografia di Filippo Hackert del 1789 successiva al terremoto, si vede Pentimele dal forte di San Francesco (sulla marina di Reggio). Infine, nella litografia di Antonio Senape del XIX secolo, si vede la torre con una feritoia indirizzata verso il mare, la torre appare collegata con la Porta Mesa e le mura di Reggio attraverso una strada alberata lungo la spiaggia, mentre in primo piano si vede il ponte sul torrente Torbido. Essendo una descrizione successiva al terremoto la torre appare danneggiata in alto.
Nel 1820, con il ritorno dei Borbone, la Torre di Pentimele venne abbattuta, e con le sue fondamenta fu costruita una batteria da costa sulla spiaggia a destra del torrente Torbido.

#### Torre Cavallo

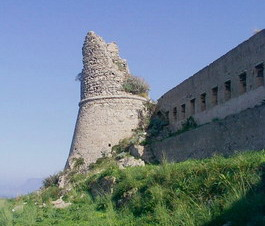
Torre Cavallo

La torre si erge sulle scogliere a strapiombo della sponda calabra tra Cannitello e Scilla. Si pensa che il promontorio di Torre Cavallo possa essere stato chiamato così per un'abbreviazione popolare dal latino "caput valli" (capo di difesa). Probabilmente è su queste rupi che s'inerpicò Ottaviano dopo la disfatta navale nelle acque antistanti Scilla, prima della decisiva vittoria contro Sesto Pompeo.
Costruita nel 1559, Torre Cavallo comunicava in caso di avvistamenti con la torre di Pezzo, la notizia veniva comunicata alla vedetta posta sul promontorio di San Gregorio, che allertava quella posta a Capo Pacì. Da qui venivano sollecitamente avvertiti i cittadini a mettersi al riparo ed approntare la propria difesa. La gente si metteva in salvo nella campagna retrostante mentre gli armigeri del feudatario correvano verso il mare a guarnire le difese. La presenza dei Ruffo determinò la sorte della torre, delle sue varie ricostruzioni e delle modalità di utilizzazione della torre stessa.
In tempi più recenti Torre Cavallo venne utilizzata anche per l'avvistamento del pescespada, nel periodo di pesca fra la primavera e l'estate, fin quando le imbarcazioni non furono dotate di passerelle in ferro, che sostituirono pure le barchette (u caiccheddhu), che per la loro snellezza consentivano la rincorsa del pesce alla ricerca di un luogo sicuro che non gli consentisse di sfuggire ad una cattura certa.

## Fortificazioni Umbertine (moderne)
Furono costruite dopo l'unità d'Italia nel 1860, nell'ambito di un sistema di fortificazioni militari che controllava tutta la linea collinare orientale dello Stretto, che comprendeva i forti di Capo dell'Armi, la batteria di Punta Pellaro, i fortini collinari di Arghillà, le fortificazioni dei Piani di Matiniti e di Pentimele.
Tali architetture, mimetizzate, hanno assicurato la difesa del territorio fino alla Seconda guerra mondiale.

### Fortini di Pentimele

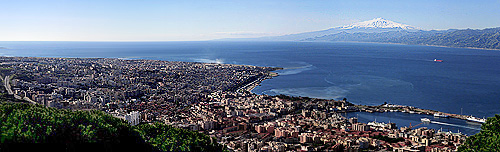
Vista del centro di Reggio dal Fortino di Pentimele Sud.

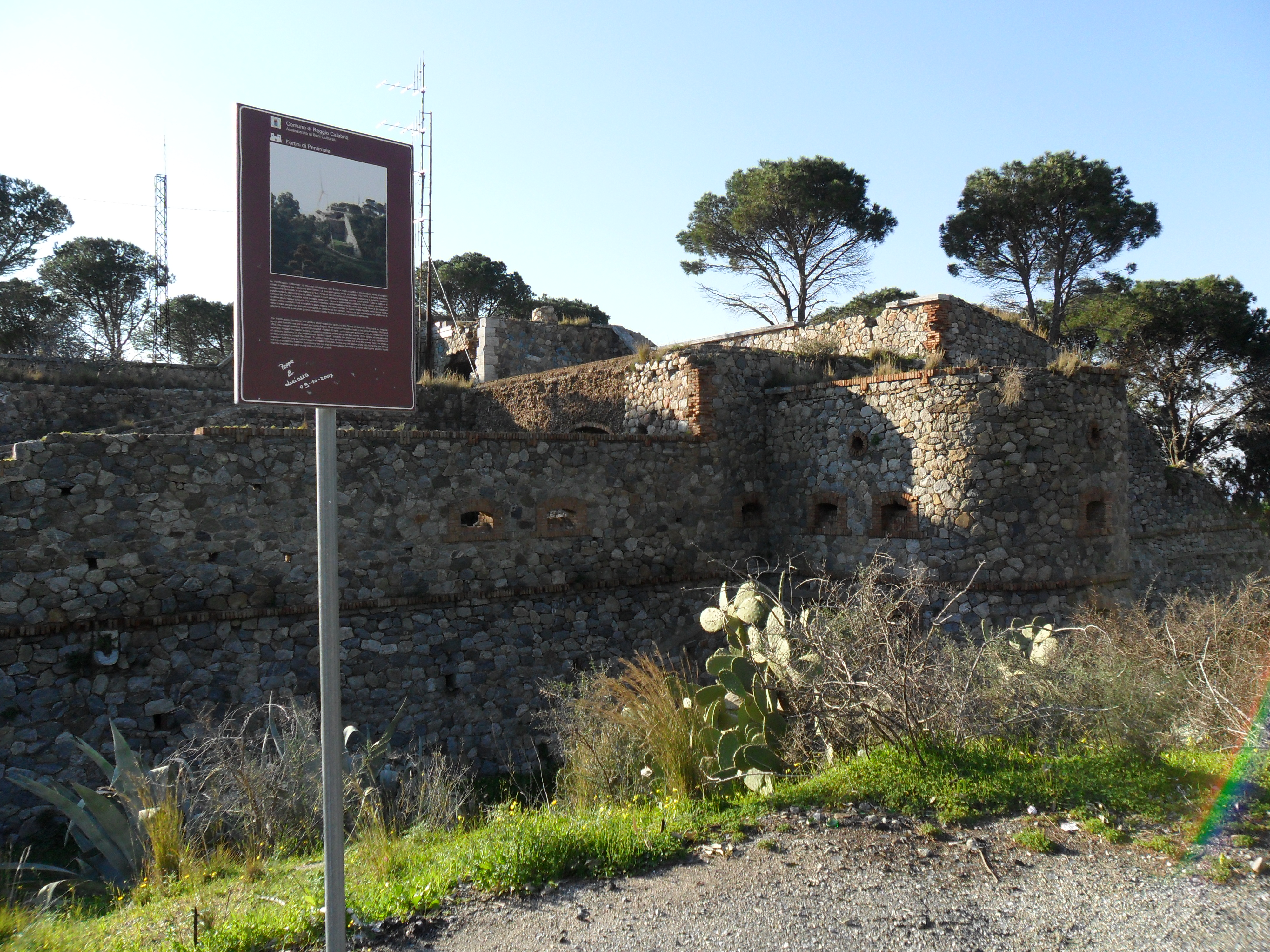
Parte di uno dei Fortini di Pentimele.

Posti in posizione panoramica sul centro della città di Reggio, i due fortini che sorgono sulla collina di Pentimele (Fortino Nord e Fortino Sud) dominano il paesaggio della città e dello Stretto.
Furono edificati intorno al 1896 come risulta dai documenti dell'Archivio di Stato di Reggio Calabria. Identici nella forma i due Forti sono costruiti con pietra naturale e mattoni, le finestre e le sommità del muro di cinta sono incorniciate da mattoni.
Il fortino Nord, che si presenta in un ottimo stato di conservazione è ancora munito di un ponte levatoio sull'entrata costituita da sue colonne in pietra calcarea arenaria. La struttura dei due fortini presenta sulla sinistra le cisterne per la raccolta dell'acqua, gli alloggi e la scuderia. Lateralmente vi sono i dormitori dei soldati ed internamente quattro depositi delle armi. Due fori sul soffitto permettevano il passaggio delle armi. Sulla destra si trova una scala che porta ad un vano sotto l'ingresso da cui si manovra il ponte levatoio. Una torre a due piani senza scale serviva invece come prigione. La parte centrale dei fortini è costituita da quattro rampe che servivano a trasportare i cannoni che venivano quindi collocati nelle due fosse sul piano superiore di forma circolare.
Alcune credenze locali portano a pensare che nei due fortini vi siano dei passaggi segreti: uno verso il porto e un altro verso il Castello Aragonese. È però probabile, secondo recenti studi non ancora terminati per cause burocratiche, che sia presente un solo passaggio segreto che collega i due fortini tra di loro.

### Forte Altafiumara
Il Forte di Altafiumara (già Forte di Santa Trada), sorge su una delle scogliere a strapiombo sullo Stretto nella zona di Santa Trada, tra Cannitello e Scilla. Da alcuni anni la costruzione è stata trasformata in una struttura alberghiera.
Nato come fortezza borbonica sul finire del XVIII secolo come Forte di Santa Trada, il castello, nei pressi di Torre Cavallo fu eretto a difesa dalle incursioni provenienti dal mare.
Dopo i danni causati dal terremoto del 1783, Gioacchino Murat, allora Re di Napoli, ne ordinò nel 1811 la ristrutturazione.
Nel 1860 il forte di Altafiumara fu teatro di scontri tra i Borbone e le truppe garibaldine, il cui sbarco avvenne proprio alla foce del torrente Santa Trada. Scontri che portarono i Garibaldini ad assumere il controllo della fortezza.
Ultimata la sua funzione militare, l'impianto fu ridotto a rudere. Più tardi venne acquistato da una società privata e fu trasformato in una struttura turistica.

### Batteria Fondo Versace-Spirito Santo
-->